# Jan Beneš (spisovatel)
Jan Beneš (26. března 1936 Praha – 1. června 2007 Obořiště) byl český spisovatel, překladatel, publicista a scenárista. Psal také pod pseudonymy Milan Štěpka, Bobisud Mihule, Mojmír Čada, Ing. Čada, JAB, JeBe, Světlana a jinými.

## Biografie
Jeho otec Bohuslav Beneš byl architekt a Masarykův legionář, důstojník ČSA, matčin otec Wenzel Kraft byl popraven v Berlíně 11. září 1943. Jan Beneš měl jednoho sourozence. Byl jedenkrát ženat, otec dvou dětí. V mládí byl v Sokole a Junáku (ale „nikdy Pionýr, ani ČSM“ jak uvádí).[zdroj?]
V letech 1951 až 1955 vystudoval UMPRUM v Praze, pracoval jako výtvarník (1955–1956). V roce 1958 během výkonu vojenské služby byl zatčen za krádež samopalu a dva roky vězněn. Beneš později uvedl, že byl uvězněn za „podvracení bojové morálky mužstva, nedovolené ozbrojování, krádež vojenských podvlékaček“. Po propuštění uveřejnil první tři knihy: Do vrabců jako když střelí, Situace a Disproporce. V letech 1960–1962 pracoval jako výtvarník u Ústředního loutkového divadla v Praze, odkud byl propuštěn „pro nedovolenou uměleckou činnost“ (po udělení Ceny MNO). V letech 1967 až 1968 byl znovu uvězněn za podvracení republiky – spolupráci s Pavlem Tigridem a zasílání textů do Tigridova pařížského časopisu Svědectví. Uvězněn byl ve věznici Plzeň-Bory, kde pracoval jako brusič skla. Byl odsouzen na pět let, v roce 1968 získal milost prezidenta Novotného a byl propuštěn.
Přednášel večerní kursy dějin umění na Palackého univerzitě v Olomouci (1960–1961) a scénografie na DAMU (1961–1962). V letech 1965–1966 dálkově studoval Právnickou fakultu UK v Praze.
V roce 1969 emigroval do Spojených států, kde pracoval jako dělník, opravář a údržbář (1970–1972). Poté působil jako Research Fellow v Ústavu pro mezinárodní vztahy, Harvard University v Cambridge ve státě Massachusetts (1972–1974). Byl také zaměstnanec ministerstva obrany USA, Defense Language Institute a podnikal přednáškovou činnost na různých vysokých školách v USA, Anglii, Německu a Rakousku (1974–1993).
Vystudoval také pedagogiku na Chapman College v Kalifornii (1979–1981).
Po listopadu 1989 se vrátil do Československa. Jeho knihy byly známé spíše v cizině, neboť za normalizace v ČSSR nemohly vycházet, od jeho návratu začaly vycházet i v ČR.
Psal také pro Svobodný zítřek (1990–1992), Metropolitan (1991–1994), Český deník (1991–1996) a Necenzurované noviny (1991–1995). Dále byl členem tvůrčího kolektivu českého exilového časopisu Nový Polygon, vycházejícího jednou za dva měsíce v nakladatelství PRIMUS, Praha. Jan Beneš tam psal své sloupky k aktuálnímu dění v České republice téměř až do své smrti.
Byl členem Svazu spisovatelů, Obce spisovatelů (1962–1967, kdy byl vyloučen, kandidátství/členství obnoveno 1968/89–97, kdy vystoupil), PEN Clubu, New York Center (od 1974), Pražského centra (od 1997), The Commanders Club (od 1994, Sdružení veteránů US ozbrojených sil), a Národní střelecké asociace USA (od 1979).
V roce 2005 byl odsouzen za údajné výtržnictví a násilí proti skupině obyvatel a jednotlivci na 4 měsíce podmíněně; rozsudek byl v plném rozsahu zrušen krajským soudem v roce 2006. Angažoval se v procesech s Vladimírem Hučínem.
Dne 1. června 2007 spáchal sebevraždu.

## Ocenění
- Literární cena MNO (1962)
- Literární cena Svazarmu (1963)
- Literární cena Rudého práva (1964, oceněnou povídku RP odmítlo publikovat)
- Literární cena BBC (pro cizince, 1966).
- Rockefeller Foundation Award for Writing (1974)
- Presidential Medal of Merit (1980[rozpor], bez vztahu k lit. činnosti),
- Kiwanis Award (1988)

### Sbírky povídek
- Do vrabců jako když střelí, NV, Praha, 1963, reedice 1965 a 1991
- Situace, 1963
- Disproporce, Čs. spisovatel, Praha 1965, ale stažena, vyšla 1969, distribuce zakázána
- Na místě, Mladá fronta, Praha 1969, zakázáno
- Až se se mnou vyspíš, budeš plakat, Mladá fronta, Praha 1969, zakázáno
/ Index, Kolín nad Rýnem, 1973
- Můj otec nepadl za nikoho, Melantrich, Praha 1969, zakázáno
- The Blind Mirror, 1971
- Na místě, '68 Publishers, Toronto 1972
- Banánové sny, Konfrontace, Curych 1984
- Žádné kvítí, Rozmluvy, Londýn 1986
- Svoboda nechodí v rudém šatě, Primus, Praha 1995
- Psové a jiné animálie, Primus, Praha 2004

### Romány
- Druhý dech, Melantrich, Praha 1969, distribuce zakázána
Second Breath, Grossmann Press, New York 1969
Druhý dech, Konfrontace, Curych 1974 (první české vydání)
Druhý dech, Mladá fronta, Praha 2006
(přeložen do řady jazyků, v USA dosáhl 11. místa v žebříčku bestsellerů, Graham Greene napsal že je lepší než Jeden den Ivana Děnisoviče)
- Trojúhelník s Madonou, NV, Praha 1969, zakázáno
Trojúhelník s Madonou, '68 Publishers, Toronto 1979
- Zelenou nahoru, '68 Publishers, Toronto 1977
Kiss me I am Bohemian, …
Zelenou nahoru : kiss me, I am Bohemian, kriminaloidní sci-fiction přítomně minulé budoucnosti, Knižní klub, Praha 2001
- Smrt kmotřička, Elka Press, Praha 2001
- Indolence, Primus, Praha 1994, separát z románu Zelenou nahoru
- Balada o Ludimíru, Primus, Praha 1996
- Americká causerie : Čtení po Evropě, Primus, Praha 1997
- Americký pitaval, Čs. spisovatel, Praha 1997
- Střílející abatyše (spolu s Josefem Frolíkem), Votobia, Praha 2001
- Moji výbušní zlotvoři, Votobia, Praha 2001

### Rozhovory
- The Autor Speaks, Publishers Weekly 1970, výbor autorů o stavu světa

### Naučná literatura a studie
- Ve znamení lva, historie čs. zahraničních armád, 1972, rozšířeno v časopise ABC, Praha 1991–94
- Always Dubiety, pro Moynihan Commission Senátu USA, 1974
- The Geography and History of Czechoslovakia I.+II., pro ministerstvo obrany USA, 1986
- The Economical and Political Affairs in Contemporary Czechoslovakia, pro ministerstvo obrany USA, 1986
- Zločin genocidy, Pól, Wuppertal 1989, srovnávací historická studie úseku dějin Litvy a Československa
Zločin genocidy : Litva v drtivém objetí velkého bratra SSSR 1939–1953, Votobia, Praha 2001
- Ve znamení temna : sovětská špionážní a podvratná činnost proti Československu v letech 1918–1969 : studijní materiál pro doplnění zápočtových seminářů FFUK (podle práce Františka Augusta), Votobia, Praha 2001
- Čas voněl snem : stručný přehled dějin VKS(b) : doplňkový studijní materiál, Primus, Praha 2004